# Molossia
Molossia (Republika Molossii) – jedna z najbardziej znanych mikronacji: niewielkie, nieuznawane państwo założone na terenie USA przez Kevina Baugha, który mianował się jego prezydentem. Ma około 0,058 km² i 32 obywateli.

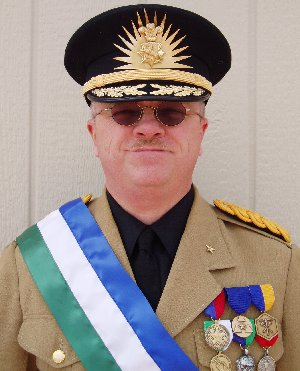
Założyciel i prezydent Molossi, Kevin Baugh

W skład państwa wchodzi dom Baugha w Nevadzie, nazywany przez niego „siedzibą rządu”, przydomowe podwórko wraz z ogrodem i okoliczne ziemie. Niedawno została też zakupiona działka w Kalifornii, która nazywana jest kolonią Molossii. Jak twierdzi sam założyciel, nazwa państwa pochodzi od hiszpańskiego słowa „morro” oznaczającego „małą, skalistą górę”. Molossia ma własną flagę, godło, hymn, walutę o nazwie valora, paszporty oraz własną pocztę, chociaż aktualnie nie posiada własnych znaczków, a jedynie nalepki niepocztowe. Jest też coraz bardziej popularnym celem wizyt turystów.